# Rolex Sports Car Series 2006
Navigation
Édition précédente Édition suivante
Le 'Grand American Road Racing Championship 2006' (officiellement appelé le 2006 Rolex Sports Car Series) est la septième saison du championnat américain d'endurance organisé part la Grand American Road Racing Association. L'édition 2006 s'est déroulée du 28 janvier au 2 septembre. Deux catégories de voiture ont participé à cette saison, les Daytona Prototype (en) (DP) et les Grand Tourisme (GT). Infineon Raceway ainsi que le Circuit urbain de Long Beach ont été ajoutés au calendrier par rapport à la saison précédente. La manche sur le Circuit Mont-Tremblant a été remplacée une course sur le Miller Motorsports Park. Seule la manche de l'Autódromo Hermanos Rodríguez s'est déroulée hors des États-Unis.

## Calendrier
| N° | Date                     | Nom de la Course                      | Durée       | Circuit                        | Lieu          | État, Pays              |
| -- | ------------------------ | ------------------------------------- | ----------- | ------------------------------ | ------------- | ----------------------- |
| 1  | 28 janvier et 29 janvier | Rolex 24 at Daytona                   | 24 Heures   | Daytona International Speedway | Daytona Beach | Floride, États-Unis     |
| 2  | 4 mars                   | Mexico City                           | 250 Miles   | Autódromo Hermanos Rodríguez   | Mexico        | Mexico, Mexique         |
| 3  | 25 mars                  | Linder-Komatsu Grand Prix of Miami    | 250 Miles   | Homestead-Miami Speedway       | Homestead     | Floride, États-Unis     |
| 4  | 8 avril                  | Crown Royal Grand American Challenge1 | 1 Heures 30 | Circuit urbain de Long Beach   | Long Beach    | Californie, États-Unis  |
| 5  | 23 avril                 | VIR                                   | 250 Miles   | Virginia International Raceway | Danville      | Virginie, États-Unis    |
| 6  | 7 mai                    | U.S Sportscar Invitational            | 250 Miles   | Mazda Raceway Laguna Seca      | Monterey      | Californie, États-Unis  |
| 7  | 13 mai                   | The GAINSCO Grand Prix                | 250 Miles   | Phoenix International Raceway  | Avondale      | Arizona, États-Unis     |
| 8  | 29 mai                   | Rolex GT Series Challenge 2           | 250 Miles   | Lime Rock Park                 | Lakeville     | Connecticut, États-Unis |
| 9  | 3 juin                   | Six Hours of the Glen                 | 6 Heures    | Watkins Glen International     | Watkins Glen  | New York, États-Unis    |
| 10 | 24 juin                  | EMCO Gears Classic                    | 250 Miles   | Mid-Ohio Sports Car Course     | Lexington     | Ohio, États-Unis        |
| 11 | 29 juin                  | Brumos Porsche 250                    | 250 Miles   | Daytona International Speedway | Daytona Beach | Floride, États-Unis     |
| 12 | 30 juillet               | Porsche 250                           | 400 km      | Barber Motorsports Park        | Birmingham    | Alabama, États-Unis     |
| 13 | 12 août                  | Crown Royal 200 at The Glen1          | 200 Miles   | Watkins Glen International     | Watkins Glen  | New York, États-Unis    |
| 14 | 26 août                  | Sonoma                                | 250 Miles   | Infineon Raceway               | Sonoma        | Californie, États-Unis  |
| 15 | 2 septembre              | Discount Tire Sunchaser               | 9 Heures    | Miller Motorsports Park        | Tooele        | Utah, États-Unis        |

- 1: Seule la catégorie DP a participé à cette épreuve, pas de catégorie GT.
- 2: Seule la catégorie GT a participé à cette épreuve, pas de catégorie DP.